# فالو سامب
فالو سامب مواليد 17 يناير 1997 في السنغال، هو لاعب كرة قدم سنغالي .

## روابط خارجية
- فالو سامب على موقع قاعدة بيانات كرة القدم.إي يو (الإنجليزية)
- فالو سامب على موقع Soccerway.com (الإنجليزية)